# Blinkity Blank
Blinkity Blank és un curtmetratge d'animació del 1955 creat per Norman McLaren per al National Film Board of Canada. Va guanyar, entre altres premis, tant la Palma d'Or al millor curtmetratge al 8è Festival Internacional de Cinema de Canes i el Premi BAFTA a la millor pel·lícula d’animació.

## Producció
Gravat directament en negre sobre la pel·lícula, Blinkity Blank inclou una banda sonora que combina jazz d'improvisació del compositor Maurice Blackburn juntament amb so gràfic creat per McLaren ratllant a la pista de so òptic de la pel·lícula.
La pel·lícula presenta línies, punts i altres formes abstractes, juntament amb fruites, arbres, planetes i pollastres, aquests últims apareixen extensament en una altra pel·lícula dibuixada a mà de McLaren Hen Hop, que parpellegen dins i fora de l’existència, o fusionar-se o modular amb altres formes. McLaren també va deixar alguns fotogrames en blanc, que va descriure com "esquitxant la banda buida del temps".

## Premis
- 8è Festival Internacional de Cinema de Canes: Palma d'Or al millor curtmetratge, 1955
- 9ns Premis BAFTA, Londres: Premi BAFTA a la millor pel·lícula d'animació, 1956
- Festival Internacional de Cinema de Berlín, Berlín: Ós de Plata, 1955
- Festival Internacional de Cinema Franco-americà, París: Quart Premi, 1955
- Festival Internacional de Cinema d'Edimburg, Edimburg: Diploma de mèrit, 1955
- Festival Internacional de Cinema de Ciutat del Cap, Ciutat del Cap: Certificat de Mèrit, Documental, 1955
- Festival Internacional de Cinema de Durban, Durban: Certificat de Mèrit, Documental, 1955
- SODRE Festival Internacional de Pel·lícules Documentals i Experimentals, Montevideo: Primera Menció Honorífica, Pel·lícules Experimentals, 1956